# تصميم الفولاذ المسموح
تصميم الفولاذ المسموح هو مصطلح تستخدمه المؤسسة الأمريكية لمصانع الفولاذ في الإصدار الرابعة عشر من دليل إنشاء الفولاذ، لم تدعم المؤسسة فلسفة الفولاذ المتاحة في التصميم بعد الإصدار التاسع مما جعلها مرجع لا يعتد به لأساسيات التصميم في قوانين البناء المطورة، على سبيل المثال قانون البناء الدولي لمجلس القوانين الدولية.
بما أن البحث الجديد ومفاهيم الهندسية وفلسفة التصميم قد تجوهلت تماما فقد أدى ذلك إلى خلق مشكلات ونتيجة لذلك فإن التراكيب التي كانت قوانينها متوافقة مع طرق استخدام التصميم المسموح به قد لا تكون متوافقة إذا روجعت مع  متطلبات تصميم عامل الحمل والمقاومة (LRFD) - لاسيما أن إجرآت وضوح تصميم عامل الحمل والمقاومة عرفت بيانات إضافية لم تكن واضحة من قبل في إجراءات تصميم الإجهاد المسموح به (AISC).
طبقت مؤسسة تصميم الفولاذ المسموح التابع لتصميم الإجهاد المسموح به نهج عامل الأمان لتقييم الفولاذ المسموح به أعلى قوة للعنصر، تتحدد بنفس الطريقة بعض النظر عن طريقة تجميع الحمولة المأخوذ بها. إن آثار تجميع الحمولة تحدد بطريقة تتناسب مع الشكل المقصود لنتائج التحليل. إن حمولة تصميم القوة المتاحة تقارن مع أعلى قوة، مقللة بعامل (أوميغا) والذي يوفر شكلاً رياضيًا مشابهًا لتصميم الإجهاد المسموح به ويتم حله بعامل أمان.
لا يحاول هذا التصميم ربط السعة بمستويات الإجهاد المرنة. لذلك من غير المناسب الإشارة إلى العملية على أنها تصميم إجهاد مسموح به.[بحاجة لمصدر]